# 高橋士郎
高橋 士郎（たかはし しろう、1943年 - 2021年7月18日）は、日本の造形作家。多摩美術大学第7代学長（2003～2007年）。
1970年代当時先進的であったコンピューター制御によるアート作品「立体機構シリーズ」を大阪万博など多くの展覧会で発表した後、風船を素材とした「空気膜造形シリーズ」を考案し、世界各地で展開、芸術の分野にコンピューターやテクノロジーを浸透させた。イスラム紋様の研究でも知られる。
多摩美術大学の歴史に関する史料を個人サイト上で公開している。
武蔵野美術大学が1929年に設立された帝国美術学校の名称・校地を継承しているという説について、誤りであると主張している。